# Maschi veri
Maschi veri è una serie televisiva comica italiana prodotta per Netflix. La serie è il remake della serie spagnola Machos alfa.

## Trama
Mattia, Luigi, Massimo e Riccardo sono quattro ex-compagni di università ultraquarantenni, alle prese con una serie di problemi familiari e personali: Mattia, fresco di separazione, si trova improvvisamente a dover badare alla vulcanica figlia diciassettenne, che lo spinge suo malgrado a incontrare quante più donne possibili su Tinder per superare il trauma; Luigi è in crisi profonda con la moglie Tiziana che, insoddisfatta del loro rapporto, lo tradirà con un giovane personal trainer; Massimo, rampante dirigente televisivo, viene licenziato per via del suo sessismo e si trova a doversi cercare un nuovo lavoro mentre la compagna Daniela tenta di intraprendere la carriera di influencer; Riccardo, che tradisce regolarmente la fidanzata Ilenia, rimane sconvolto nell'apprendere che la donna desidera fare esperienze di coppia aperta.
Queste circostanze li porteranno al disperato tentativo di adattarsi a una società in evoluzione, che ripudia il vecchio sistema patriarcale in nome dell'uguaglianza sociale, mettendo in crisi la loro identità di maschi veri; quando tutti i loro tentativi falliranno, decideranno di andare controcorrente e riappropriarsi della nomea, con esiti tragicomici.

## Episodi
| nº | Titolo italiano         | Pubblicazione  |
| -- | ----------------------- | -------------- |
| 1  | Made in Italy           | 21 maggio 2025 |
| 2  | Mon Amour               | 21 maggio 2025 |
| 3  | Una vita in vacanza     | 21 maggio 2025 |
| 4  | Ci vorrebbe un amico    | 21 maggio 2025 |
| 5  | Supereroi               | 21 maggio 2025 |
| 6  | Perdere l'amore         | 21 maggio 2025 |
| 7  | Tutto il resto è noia   | 21 maggio 2025 |
| 8  | Gli uomini non cambiano | 21 maggio 2025 |

## Personaggi e interpreti

### Personaggi principali
- Mattia (stagione 1-in corso), interpretato da Maurizio Lastrico. È una guida turistica separata che, spinto dalla figlia, cerca di rilanciarsi su Tinder.
- Massimo (stagione 1-in corso), interpretato da Matteo Martari. È un dirigente televisivo che viene licenziato per le sue idee sessiste e sostituito da una dirigente donna.
- Riccardo (stagione 1-in corso), interpretato da Francesco Montanari. È un ristoratore infedele, che tradisce la compagna Ilenia con la moglie del suo socio in affari. Quando Ilenia gli propone una coppia aperta va fuori di testa: nonostante gli amici gli facciano notare che ciò gli permetterebbe di fare quello che ha sempre fatto, ma alla luce del sole, egli si mostra infastidito dal pensiero di "condividere" la propria compagna. Quando scopre che i suoi genitori sono scambisti, sconvolto, accetta di aprire la coppia pur non accettando mai completamente la cosa.
- Luigi (stagione 1-in corso), interpretato da Pietro Sermonti. È un autista con due figli e una moglie, Tiziana, con cui ha problemi sessuali.
- Tiziana (stagione 1-in corso), interpretata da Thony. È la moglie di Luigi e istruttrice di guida. Si iscrive ad un abbonamento in palestra e conosce il giovane personal trainer Guglielmo, con cui intreccia una relazione che la porta a chiedere una pausa al marito.
- Ilenia (stagione 1-in corso), interpretata da Sarah Felberbaum . È la compagna di Riccardo e avvocato divorzista che spinge per diventare coppia aperta.
- Daniela (stagione 1-in corso), interpretata da Laura Adriani. È la compagna di Massimo che dopo il suo licenziamento inizia a fare la influencer. La cosa crea tensioni nella coppia per il ribaltamento di ruoli, ora che è lei a portare a casa i soldi.
- Emma (stagione 1-in corso), interpretata da Alice Lupparelli. È la figlia adolescente di Mattia, bisessuale, che lo iscrive a Tinder e spinge affinché, frequentando altre donne, dimentichi sua madre.
- Istruttore del corso (stagione 1-in corso), interpretato da Corrado Fortuna.
- Federica (stagione 1-in corso), interpretata da Nicole Grimaudo. È l’ex moglie di Mattia, maniaca del controllo nei confronti della figlia. Ha tradito Mattia con il medico di famiglia.
- Chiara (stagione 1-in corso), interpretata da Sara Lazzaro. È una ragazza che per un breve periodo frequenta Mattia.

### Personaggi secondari
- Filippo De Carli: Guglielmo, personal trainer amante di Tiziana.
- Anna Favella: Roberta, sostituta di Massimo.
- Alexia Cozzi: maestra Elena.
- Giulia Eugeni: Valentina, amante di Riccardo e moglie del suo socio Carlo.
- Caterina Marino: Angelica, ragazza che Mattia contatta su Tinder.
- Massimiliano Franciosa: Guido, superiore di Massimo.
- Yamila Suarez: Maria, domestica di Massimo.
- Edoardo Boschetti: Francesco.
- Giulia Pirolli: Sara.
- Selvaggia Lucarelli: sé stessa
- Ilary Blasi: sé stessa
- Giancarlo Ratti: padre di Riccardo.
- Enrica Rosso: madre di Riccardo.
- Morris Sarra: Carlo, socio di Riccardo.
- Sarah Biacchi: ragazza Tinder.
- Giulia Gallone: ragazza Tinder.
- Stefano Braschi: commendatore.
- Sebastiano Bronzato: Lodovico Maria, agente di Daniela.
- Marcus A. Schuwerk: Gustav, ragazzo di Emma.
- Elisa Di Eusanio: Francesca, comica conosciuta da Mattia su Tinder.
- Gianluca Musiu: notaio che lavora con Ilenia.
- Paolo Marconi: cameriere.
- Stefano Sabelli: urologo di Massimo.
- Davide Iacopini: Eugenio, ragazzo gay conosciuto dai maschi veri.
- Mattia Parrella: giovane dirigente.
- Federica Chiara Serpe: donna colloquio di lavoro.
- Valerio Malorni: passante con il cane.
- Nicole Petrelli: ragazza Tinder.
- Astrid Ericsson: ragazza padel.
- Giorgia Trasselli: madre di Luigi.
- Gloria Coco: Emilia, zia di Luigi.
- Rossana Mortara: psicologa di Luigi e Tiziana.
- Elettra Mallaby: ragazza threesome.
- Eleonora Pace: ragazza Tinder.
- Lucrezia Massari: blogger.
- Giovanni Trombetta: Vincenzo, coinquilino di Guglielmo.
- Valentina Bartolo: ragazza Tinder.

## Produzione
La serie è stata girata principalmente a Roma (tra i luoghi il circolo sportivo Ondina Generali, il Fontanone e il Parco Archeologico dell’Appia Antica e ì quartieri di Trastevere e San Pietro) ma anche a Lecce e nel backlot di Lamezia Terme.
La prima stagione è stata girata nell’estate del 2024  ed è stata distribuita su Netflix il 21 maggio 2025.
Il 13 giugno seguente Netflix annuncia che verrà realizzata la seconda stagione della serie che per diverse settimane è stata tra i titoli più visti in catalogo.